# Pierrequin de Thérache
Pierrequin de Thérache   ( - 1528 (Gregorià)) fou un compositor de renaixement francès de Nancy.
Va exercir de mestre dels nens entre 1500 i 1527, fou cap de cap de Renat II i Antoni de Lorena i músic a la capella de Lluís XII. Ell també estava connectat amb els compositors Antoine Brumel, Pierre de La Rue, Antoine de Longueval i Marbrianus d'Orto a la capella musical de Borgonya restablerta la "Grand Chapelle" en Mechelen sota Margarida d'Àustria (duquessa de Savoia), regent per a l'infant Carles V.
Les obres de supervivència inclouen tres misses, tres motets de quatre veus Senatus apostolorum i Verbum bonum et si ave i un magnificat. Les seves obres es troben al Còdex Medici de 1518, juntament amb Costanzo Festa, Andreas de Silva, Jean l'Héritier, Johannes de la Fage, Jean Richafort, Adrian Willaert, Antoine Bruhier, Pierre Moulu, Jean Mouton i altres.

## Enregistraments
- Missa Fortuna Desperata.[4]